# Gobierno Cazeneuve
El gobierno de Bernard Cazeneuve es el 39.º gobierno francés de la Quinta República, formado el 6 de diciembre de 2016, luego de la renuncia del ex primer ministro Manuel Valls al Presidente de la República, François Hollande para postular a las primarias ciudadanas de la izquierda a la Presidencia de Francia.
Está compuesto por miembros del Partido Socialista (13), del Partido Radical de Izquierda (2), del EELV (1) y una independiente.
Actualmente está compuesto por nueve mujeres y nueve hombres más el primer ministro.

## El Gobierno

### Primer Ministro
|  | Función         |  | Nombre            | Partido |
|  | --------------- |  | ----------------- | ------- |
|  | Primer Ministro |  | Bernard Cazeneuve | PS      |

### Gabinete del gobierno[2]

#### Ministros
|  | Función                                                                                                  |  | Nombre                                                                      | Partido       |
|  | --- |  | --------------------------------------------------------------------------- | ------------- |
|  | Ministro de Asuntos Exteriores y de Desarrollo Internacional                                             |  | Jean-Marc Ayrault                                                           | PS            |
|  | Ministra del Ambiente, la Energía y el Mar, responsable de las Relaciones Internacionales sobre el Clima |  | Ségolène Royal                                                              | PS            |
|  | Ministra de Educación Nacional y Ministra de Enseñanza Superior e Investigación                          |  | Najat Vallaud-Belkacem                                                      | PS            |
|  | Ministro de Economía y Hacienda                                                                          |  | Michel Sapin                                                                | PS            |
|  | Ministra de Asuntos Sociales, Salud y Derechos de la Mujer                                               |  | Marisol Touraine                                                            | PS            |
|  | Ministro de Defensa                                                                                      |  | Jean-Yves Le Drian                                                          | PS            |
|  | Guardián de los Sellos de Francia y Ministro de Justicia                                                 |  | Jean-Jacques Urvoas                                                         | PS            |
|  | Ministra de Trabajo, Empleo, Formación Profesional y Diálogo Social                                      |  | Myriam El Khomri                                                            | PS            |
|  | Ministro de Planificación del Territorio, Ruralidad y Colectividades Territoriales                       |  | Jean-Michel Baylet                                                          | PRG           |
|  | Ministro del Interior                                                                                    |  | Bruno Le Roux(diciembre de 2016-marzo de 2017) Mathias Fekl (marzo de 2017- | PS            |
|  | Ministro de Agricultura, Agro-Alimentación y Silvicultura, y portavoz del gobierno                       |  | Stéphane Le Foll                                                            | PS            |
|  | Ministra de Vivienda y Hábitat Durable                                                                   |  | Emmanuelle Cosse                                                            | EELV          |
|  | Ministra de Cultura y Comunicación                                                                       |  | Audrey Azoulay                                                              | Independiente |
|  | Ministra de la Familia, la Infancia y Derechos de la Mujer                                               |  | Laurence Rossignol                                                          | PS            |
|  | Ministra de la Función Pública                                                                           |  | Annick Girardin                                                             | PRG           |
|  | Ministro de Ciudad, Juventud y Deportes                                                                  |  | Patrick Kanner                                                              | PS            |
|  | Ministra de Ultramar                                                                                     |  | Ericka Bareigts                                                             | PS            |

#### Secretarios de estado
|  | Función | Ministerio de apego                                                                                        |  | Nombre                                           | Partido          |
|  | --- | --- |  | ------------------------------------------------ | ---------------- |
|  | Secretario de estado de Relaciones con el Parlamento                                                                            | Primer Ministro                                                                                            |  | André Vallini                                    | PS               |
|  | Secretario de Estado de Reforma del Estado y la Simplificación                                                                  | Primer Ministro                                                                                            |  | Jean-Vincent Placé                               | Ecologistas!     |
|  | Secretario de Estado de Ayuda a las Víctimas                                                                                    | Primer Ministro                                                                                            |  | Juliette Méadel                                  | PS               |
|  | Secretario de Estado de Asuntos Europeos Secretario de Estado de Comercio Exterior y de Turismo (a partir de abril de 2017)     | Ministerio de Asuntos Exteriores y Desarrollo Internacional                                                |  | Harlem Désir                                     | PS               |
|  | Secretario de Estado de Comercio Exterior, Turismo y Franceses en el extranjero                                                 | Ministerio de Asuntos Exteriores y Desarrollo Internacional                                                |  | Matthias Fekl (diciembre de 2016- marzo de 2017) | PS               |
|  | Secretario de Estado de Desarrollo y de la Francofonía Secretario de los Franceses en el extranjero (a partir de abril de 2017) | Ministerio de Asuntos Exteriores y Desarrollo Internacional                                                |  | Jean-Marie Le Guen                               | PS               |
|  | Secretario de Estado de Transportes, Asuntos Marítimos y Pesca                                                                  | Ministerio del Ambiente, la Energía y el Mar, responsable de las Relaciones Internacionales sobre el Clima |  | Alain Vidalies                                   | PS               |
|  | Secretario de Estado de Biodiversidad                                                                                           | Ministerio del Ambiente, la Energía y el Mar, responsable de las Relaciones Internacionales sobre el Clima |  | Barbara Pompili                                  | Ecología diversa |
|  | Secretaría de Estado de Enseñanza Superior e Investigación                                                                      | Ministerio de Educación Nacional y de Enseñanza Superior e Investigación                                   |  | Thierry Mandon                                   | PS               |
|  | Secretario de Estado de Presupuesto                                                                                             | Ministro de Economía y Hacienda                                                                            |  | Christian Eckert                                 | PS               |
|  | Secretaría de Estado de Comercio, Artesanía, Consumo, Economía Social y Solidaria                                               | Ministro de Economía y Hacienda                                                                            |  | Martine Pinville                                 | PS               |
|  | Secretaría de Estado de Asuntos Digitales                                                                                       | Ministro de Economía y Hacienda                                                                            |  | Axelle Lemaire (diciembre 2016- febrero 2017)    | PS               |
|  | Secretario de Estado de Industria Secretario de Estado de Asuntos Digitales (a partir de febrero de 2017)                       | Ministro de Economía y Hacienda                                                                            |  | Christophe Sirugue                               | PS               |
|  | Secretaría de Estado de Discapacidad y la Lucha contra la Exclusión                                                             | Ministerio de Asuntos Sociales, Salud y Derechos de la Mujer                                               |  | Ségolène Neuville                                | PS               |
|  | Secretaría de Estado de Tercera Edad y la Autonomía                                                                             | Ministerio de Asuntos Sociales, Salud y Derechos de la Mujer                                               |  | Pascale Boistard                                 | PS               |
|  | Secretario de Estado de Veteranos y de la Memoria                                                                               | Ministerio de Defensa                                                                                      |  | Jean-Marc Todeschini                             | PS               |
|  | Secretaría de Estado de la Formación Profesional y Aprendizaje                                                                  | Ministerio de Trabajo, Empleo, Formación Profesional y Diálogo Social                                      |  | Clotilde Valter                                  | PS               |
|  | Secretaría de Estado de Colectividades Territoriales                                                                            | Ministerio de Planificación del Territorio, Ruralidad y Colectividades Territoriales                       |  | Estelle Grelier                                  | PS               |
|  | Secretaría de Estado de Asuntos de Ciudad                                                                                       | Ministerio de Ciudad, Juventud y Deportes                                                                  |  | Hélène Geoffroy                                  | PS               |
|  | Secretario de Estado de Deportes                                                                                                | Ministerio de Ciudad, Juventud y Deportes                                                                  |  | Thierry Braillard                                | PRG              |